# PopTop Software
PopTop Software est une société américaine qui développait des jeux vidéo. La société est connue pour avoir créé Railroad Tycoon II (1998) et Tropico (2001).

## Historique
PopTop Software fut fondé en 1993 par Phil Steinmeyer. L'entreprise était située géographiquement à Fenton dans le Missouri. Leur dernier jeu, Shattered Union, est sorti en octobre 2005.
En mars 2006 Take-Two Interactive a annoncé que les anciens membres de PopTop Software allaient rejoindre le studio de Sid Meier, Firaxis Games.

## Liste des jeux
- Railroad Tycoon II (1998)
- Tropico (2001)
- Tropico: Paradise Island (2002)
- Railroad Tycoon 3 (2003)
- Tropico 2 : La Baie des Pirates (2003)
- Shattered Union (2005)